# ذا مارفيلز
ذا مارفيلز (بالإنجليزية: The Marvels)‏ هو فيلم بطل خارق أمريكي لعام 2023 يعتمد على مارفل كوميكس. الفيلم من إخراج نيا داكوستا وبطولة بري لارسون، إيمان فيلاني وتيونا باريس.
الفيلم من إنتاج استوديوهات مارفل وتوزيع استوديوهات والت ديزني ستوديوز موشن بيكشرز، وهو تكملة لفيلم كابتن مارفل، وهو استمرار للمسلسل التلفزيوني القصير السيدة مارفل، والفيلم الثالث والثلاثون في عالم مارفل السينمائي (MCU). كتب السيناريو نيا داكوستا مع ميغان ماكدونيل وإليسا كاراسيك. 
تم عرض الفيلم لأول مرة في لاس فيغاس في 7 نوفمبر 2023، وتم إصداره في الولايات المتحدة في 10 نوفمبر كجزء من المرحلة الخامسة من MCU. لقد تلقى آراء متباينة من النقاد، مع الثناء على الاداء ولكن الانتقادات بسبب نصه وتناقضاته النغمية. كان الفيلم فشل ذريع في شباك التذاكر، حيث حقق 206 مليون دولار في جميع أنحاء العالم مقابل ميزانية إنتاج إجمالية قدرها 274.8 مليون دولار، مما يجعله الفيلم الأقل ربحًا في MCU وواحد من أفلام MCU القليلة التي لم تحقق نجاحا في مسيرتها المسرحية.

## قصة الفيلم
تدمر كارول دانفرز الذكاء الأسمى، الذكاء الاصطناعي الذي يقود إمبراطورية كري. يؤدي هذا إلى حرب أهلية على كوكب هالا، عالم كري الأصلي، مما يجعل الكوكب قاحلًا لأنه يفقد الهواء والماء وضوء الشمس فوق الكوكب في الثلاثين سنة القادمة.
تكتشف زعيمة كري الجديدة داربن أحد النطاقين الكميين الأسطوريين، اللذين تم استخدامهما سابقًا لإنشاء شبكة تسمح بالسفر السريع عبر الفضاء. إنها تستخدم النطاق لفتح نقطة انتقال جديدة تتصل بالشبكة بالقوة. يؤثر الشذوذ الناتج على الشبكة بأكملها، بما في ذلك نقطة القفز بالقرب من S.A.B.E.R. محطة فضائية يديرها نيك فيوري. تقوم الكابتن مونيكا رامبو بالتحقيق في نقطة القفز بالقرب من S.A.B.E.R. بينما تحقق دانفرز في الموقع الجديد الذي افتتحته دار بن. عندما يلمسون نقاط القفز الخاصة بهم، يتم نقل رامبو إلى موقع دانفرز، ويتم نقل كامالا خان - التي لديها الفرقة الكمومية الأخرى على الأرض - إلى موقع رامبو، ويتم نقل دانفرز إلى منزل كامالا. يستخدم الثلاثة قواهم الضوئية المختلفة لمحاربة أعداء كري، مما يترك منزل عائلة خان مدمرًا.
بعد عودة الثلاثي إلى أماكنهم الأصلية، يقوم فيوري ورامبو بزيارة كامالا على الأرض. تعتقد رامبو أن قواهم المستندة إلى الضوء مرتبطة من خلال التشابك الكمي وأنهم يغيرون الأماكن عندما يستخدم أي من الثلاثة قوتهم في وقت واحد. ينضمون إلى مستعمرة سكرول للاجئين على كوكب تارناكس، والتي ساعدت دانفرز في تأسيسها يتم التفاوض على معاهدة سلام مع كري. عندما تنهار المحادثات، تفتح دار بن نقطة قفزة أخرى تسحب الغلاف الجوي من تارناكس لاستعادة الهواء القابل للتنفس إلى هالا. بعد جهد متسرع لإخلاء المستعمرة، شكل دانفرز ورامبو وكامالا فريقًا أطلقت عليه كامالا اسم "ذا مارفلز". وتوضح دانفرز أن التمزق المتكرر لنقاط القفز لدار بن يتسبب في عدم استقرار الشبكة ويعرض الكون بأكمله للخطر. يستنتجون أن دار بن يستهدف الكواكب ذات الأهمية لدانفرز،و التي تلومها دار بن على خراب هالا.
يصل المارفلز إلى كوكب الماء الادنا وتحذر زوج دانفرز، الأمير يان، قبل وصول داربن وتفتح تيرز نقطة قفز، فتسحب مياه الكوكب إلى هالا. ثم تخطط للاستيلاء على الطاقة من شمس الأرض لاستعادة طاقة شمس هالا. تسرق داربن سوار كامالا وتحاول استخدام كلا السوارين، لكن هذا يدمر داربن، وينهي تشابك الفريق، وتترك وراءها شقا بين الاكوان المتعددة. تستعيد كامالا السوارين وتنضم إلى دانفرز لتنشيط رامبو، مما يسمح لها بإغلاق الشق من الجانب الآخر، ولكن تقطعت بها السبل في هذه العملية. تعود كامالا إلى الأرض وتطير دانفرز إلى شمس هالا مستخدمًا قوتها لاستعادتها.
يلهم الفريق قصير الأمد كامالا للبحث عن أبطال شباب آخرين وتشكيل مجموعة جديدة، بدءًا من كيت بيشوب. وفي مشهد منتصف الاعتمادات، تستيقظ رامبو في عالم موازٍ حيث يتم الترحيب بها من قبل بيناري - وهي نسخة بديلة من والدتها ماريا - والعالم المتحول هانك مكوي.

## الممثلون
- بري لارسون، بدور: كارول دانفرز / كابتن مارفل
- تيونا باريس، بدور: مونيكا رامبو
- إيمان فيلاني، بدور: كامالا خان / السيدة مارفل
- زوي أشتون
- غاري لويس
- بارك سو جون
- زنوبيا شروف
- موهان كابور
- ساجار شيخ
- صامويل جاكسون

## الانتاج
أكدت استديوهات مارفل خططها لعمل تكملة لـ كابتن مارفل في يوليو 2019. بدأ التطوير في يناير 2020 مع تعيين ماكدونال بعد العمل في المسلسل التلفزيوني واندافيجن (2021). كان من المقرر أن تعود لارسون من الفيلم الأول بدور دانفرز، وتم التعاقد مع داكوستا لإخراج الفيلم في أغسطس. في ديسمبر، تم الكشف عن أن باريس ستعيد تمثيل دورها في دور رامبو من واندا فيجن جنبًا إلى جنب مع فيلاني التي تعود بدور كامالا من السيدة مارفل. بدأ تصوير الوحدة الثانية في منتصف أبريل 2021 في نيوجيرسي، وتم الكشف عن العنوان – الذي يشير إلى الشخصيات الثلاثة وقدراتهم المماثلة – في أوائل مايو. بدأ التصوير الرئيسي في يوليو 2021 وانتهى بحلول منتصف مايو 2022، في استوديوهات باينوود في باكينجهامشير واستوديوهات لونج كروس في ساري بإنجلترا، وكذلك في لوس أنجلوس وتروبيا بإيطاليا. تم الكشف عن دخول كاراسيك خلال مرحلة ما بعد الإنتاج.